# لویی روستولان
لویی روستولان (فرانسوی: Louis Rostollan‎؛ زادهٔ ۱ ژانویهٔ ۱۹۳۶) دوچرخه‌سوار اهل فرانسه است.
از باشگاه‌هایی که در آن رکاب زده‌است می‌توان به تیم دوچرخه‌سواری سن-رافائل اشاره کرد.